# اندی لیون
اندی لیون (انگلیسی: Andy Lyons؛ زادهٔ ۱۹ اکتبر ۱۹۶۶) بازیکن فوتبال اهل بریتانیا است.
از باشگاه‌هایی که در آن بازی کرده‌است می‌توان به باشگاه فوتبال کرو آلکساندرا، باشگاه فوتبال مورکم، باشگاه فوتبال ایر یونایتد، باشگاه فوتبال ویگان اتلتیک، باشگاه فوتبال لانکستر، باشگاه فوتبال فلیتوود، و باشگاه فوتبال پاتریک تیسل اشاره کرد.